# Ahmad Al Harthy
Ahmad Al Harthy, née le 31 août 1981 a Mascate, est un pilote automobile omanais. Il participe à des courses de voiture de Grand tourisme dans des championnats tels que le Championnat du monde d'endurance FIA.

## Carrière

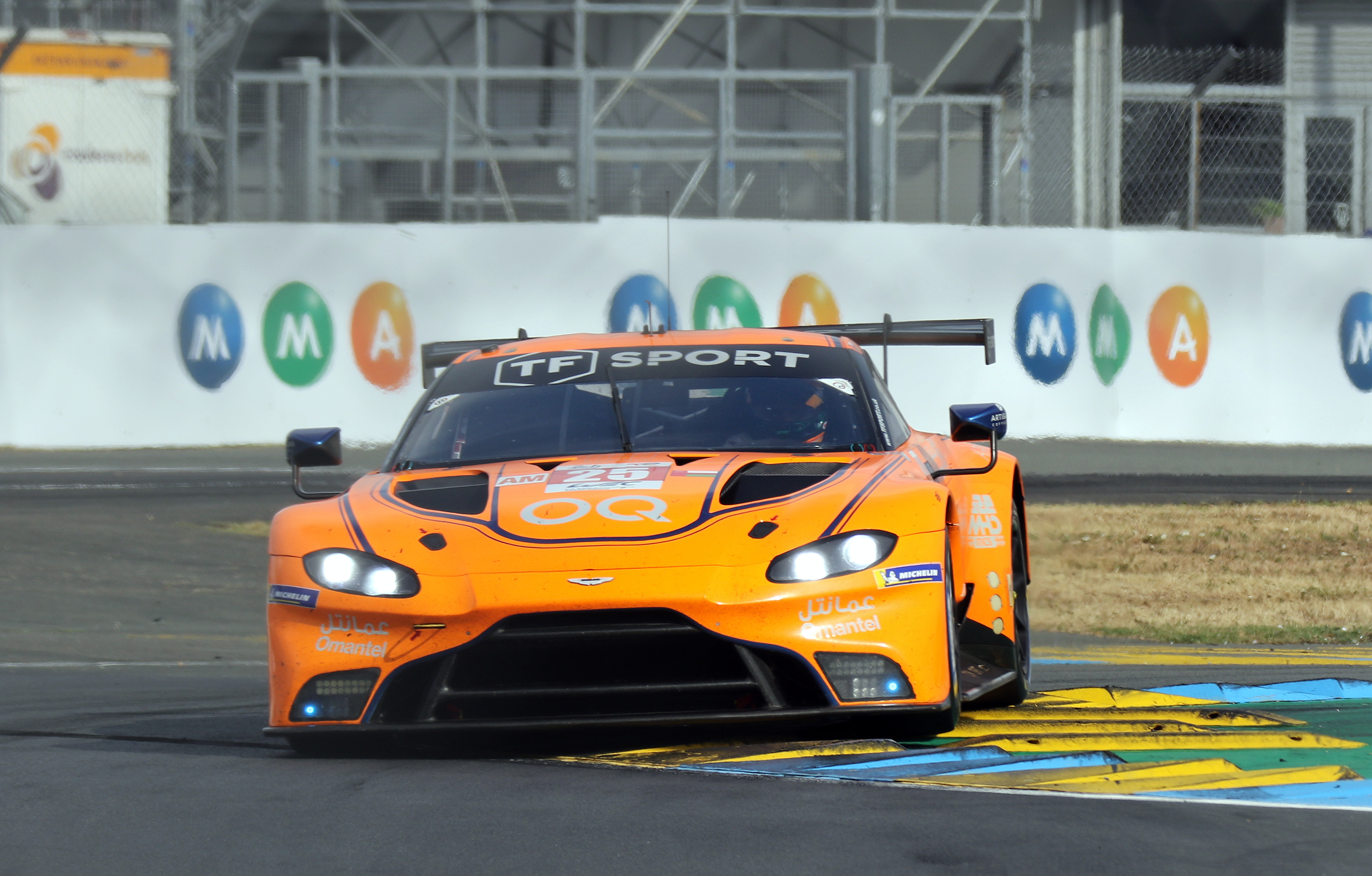
L'Aston Martin Vantage AMR de l'écurie ORT par TF lors des 24 Heures du Mans

En 2023, après une saison dans le championnat European Le Mans Series, Ahmad Al Harthy s'engage avec l'écurie ORT par TF afin de participer au Championnat du monde d'endurance dans la catégorie LMGTE Am au volant d'une Aston Martin Vantage AMR avec comme coéquipiers le pilote américain Michael Dinan (en) et le pilote irlandais Charlie Eastwood. Pour une première participation au Championnat du monde d'endurance, il a obtenu une 2e position, lors des 24 Heures du Mans et une 32e position lors des 6 Heures de Spa-Francorchamps. Comme l'année précédente, Ahmad Al Harthy a agrémenté sa fin de saison par une participation au championnat Asian Le Mans Series 2023-2024 au sein de l'écurie jordanienne 99 Racing dans la catégorie LMP2 au volant d'une Oreca 07 avec comme coéquipiers le pilote russe Nikita Mazepin et le pilote suisse Louis Delétraz. Les trois premières courses de ce championnat se sont déroulées de la meilleure des manières avec deux 1re position et une 2e position et l'écurie s'est présenté pour les deux dernières manches du championnat avec la place du leader. Malheureusement, Nikita Mazepin a du déclaré forfait pour les deux dernières courses pour cause de maladie et fût remplacé par le pilote portugais Filipe Albuquerque. Lors de la première manche des 4 Heures d'Abou Dabi, Ahmad Al Harthy a commis une erreur en s'accrochant sous régime de drapeau jaune avec la Porsche 911 GT3 R de l'écurie lituanienne Pure Rxcing et a ainsi été la cause de l'abandon de la voiture. Cet accrochage a couté un stop & go pour la seconde manche. La voiture a ensuite manqué de rythme lors de cette dernière et a fini en 11e position. Ces deux mauvaises performances ont fait chuter l'écurie au championnat et il a fini le championnat en 3e position.
En 2024, après de nombreuses saisons chez l'écurie britannique TF Sport dans des championnats tels que l'Asian Le Mans Series, L'European Le Mans Series et le Championnat du monde d'endurance FIA au volant d'Aston Martin, Ahmad Al Harthy s'est engagé avec l'écurie belge Team WRT afin de participer au Championnat du monde d'endurance FIA 2024 au volant d'une BMW M4 GT3 avec comme coéquipers le pilote belge Maxime Martin et le pilote italien Valentino Rossi,. Il participera édalement au sein de cette même écurie au championnat GT World Challenge Europe Endurance Cup 2024.

## Palmarès

### Championnat du monde d'endurance FIA
| Année | Écurie    | Voiture                  | Classe   | Pneus | 1     | 2     | 3     | 4     | 5     | 6      | 7       | 8   | Total | Pos. |
| ----- | --------- | ------------------------ | -------- | ----- | ----- | ----- | ----- | ----- | ----- | ------ | ------- | --- | ----- | ---- |
| 2023  | ORT by TF | Aston Martin Vantage AMR | LMGTE Am | M     | SEB 9 | POR 8 | SPA 3 | LMS 2 | MON 7 | FUJ 13 | BHR Nc. |     | 65    | 5e   |
| 2024  | Team WRT  | BMW M4 GT3               | LMGT3    | G     | QAT   | IMO   | SPA   | LMS   | SÃO   | CDM    | FUJ     | BHR | *     | *    |

* Saison en cours.

### European Le Mans Series
| Année | Écurie                    | Châssis                  | Moteur                         | Classe | 1        | 2     | 3      | 4      | 5     | 6     | Position | Points |
| ----- | ------------------------- | ------------------------ | ------------------------------ | ------ | -------- | ----- | ------ | ------ | ----- | ----- | -------- | ------ |
| 2022  | Oman Racing avec TF Sport | Aston Martin Vantage AMR | Aston Martin 4,0 l V8 Bi-Turbo | LMGTE  | LEC Abd. | IMO 1 | MON 10 | BAR 10 | SPA 4 | POR 2 | 5e       | 59     |

### Asian Le Mans Series
| Année     | Écurie              | Châssis                      | Moteur                         | Classe | Pneus | 1     | 2     | 3        | 4        | 5      | Position | Points |
| --------- | ------------------- | ---------------------------- | ------------------------------ | ------ | ----- | ----- | ----- | -------- | -------- | ------ | -------- | ------ |
| 2021      | Oman Racing avec TF | Aston Martin Vantage AMR GT3 | Aston Martin 4,0 l V8 Bi-Turbo | GT3    | M     | DUB 7 | DUB 7 | ABU Abd. | ABU 4    |        | 8e       | 24     |
| 2022      | Oman Racing         | Aston Martin Vantage AMR GT3 | Aston Martin 4,0 l V8 Bi-Turbo | GT3    | M     | DUB 6 | DUB 5 | ABU 5    | ABU 4    |        | 5e       | 40     |
| 2023      | 99 Racing           | Oreca 07                     | Gibson GK428 4,2 l V8 Atmo     | LMP2   | M     | DUB   | DUB   | ABU 7    | ABU 2    |        | 9e       | 26     |
| 2023-2024 | 99 Racing           | Oreca 07                     | Gibson GK428 4,2 l V8 Atmo     | LMP2   | M     | SEP 1 | SEP 2 | DUB 1    | ABU Abd. | ABU 11 | 3e       | 10     |